# La melancólica muerte del Chico Ostra
La melancólica muerte de Chico Ostra es un libro compuesto por 23 poemas, escritos en verso e ilustrados por el propio autor, el director de cine Tim Burton. Los protagonistas de las historias son niños solitarios, extraños y diferentes. En esta obra literaria Tim Burton se muestra fiel a su particular universo, donde prevalece la melancolía, el amor, el humor negro y la fantasía. La edición en español es bilingüe, es decir, aparece la adaptación de los poemas español y la versión original en inglés.
Stain Boy, Roy the Toxic Boy, Robot Boy, Match Girl, Staring Girl y otros personajes del libro aparecieron posteriormente en una saga de cortos de dibujos animados en Flash dirigidos y escritos por Tim Burton, titulada "The World of Stainboy" (El mundo de Chico Mancha).

## Título de los capítulos
| - Stick Boy and Match Girl in Love - Voodoo Girl - Robot Boy - Staring Girl - The Boy with Nails in His Eyes - The Girl with Many Eyes - Stain Boy - The Melancholy Death of Oyster Boy - Stain Boy's Special Christmas - The Girl Who Turned into a Bed - Roy, the Toxic Boy - James | - Stick Boy's Festive Season - Brie Boy - Mummy Boy - Junk Girl - The Pin Cushion Queen - Melonhead - Sue - Jimmy, the Hideous Penguin Boy - Char Boy - Anchor Baby - Oyster Boy Steps Out |

## Origen del título del libro
De acuerdo con Stephen R. Bissette, artista y editor de cómics americanos, el título del libro de poemas (La melancólica muerte de Chico Ostra) fue concebido inicialmente como un proyecto para la antología de cómics Taboo de Bissette y fue escrito por el novelista de horror Michael McDowell, quien anteriormente había trabajado con Burton en los guiones de Beetlejuice (1987) y Pesadilla antes de Navidad (1993). Tim Burton agradece la colaboración de McDowell en la parte final del libro.